# گورستان (فیلم)
«گورستان» (انگلیسی: The Graveyard (film)) فیلمی در ژانر ترسناک و اسلشر است که در سال ۲۰۰۶ منتشر شد.